# Landschaftsschutzgebiet Teipeln Siepen östlich Dorlar
Das Landschaftsschutzgebiet Teipeln Siepen östlich Dorlar mit 7,86 ha Größe liegt im Stadtgebiet von Schmallenberg. Das Gebiet wurde 2008 vom Kreistag des Hochsauerlandkreises mit dem Landschaftsplan Schmallenberg Nordwest als Landschaftsschutzgebiet (LSG) ausgewiesen. 

## Beschreibung
Das LSG östlich Dorlar besteht aus einer Fläche. Es handelt sich um das Wiesental des Teipeln Siepen.

## Schutzzweck
Die Ausweisung erfolgte zur Ergänzung der Naturschutzgebiets-Ausweisung in den Talauen von Schmallenberg um ein Offenlandbiotop-Verbundsystem zu schaffen, damit Tiere und Pflanzen Wanderungs- und Ausbreitungsmöglichkeiten behalten, und dem Erhalt der Vorkommen geschützter Vogelarten sowie dem Schutz artenreicher Pflanzengesellschaften.

## Rechtliche Vorschriften
Das Landschaftsschutzgebiet Teipeln Siepen östlich Dorlar wurde als eines von 58 Landschaftsschutzgebieten vom Typ C, Wiesentäler und bedeutsames Extensivgrünland im Stadtgebiet von Schmallenberg, ausgewiesen. Wie in den anderen Landschaftsschutzgebieten vom Typ C in Schmallenberg besteht im LSG ein Umwandlungsverbot von Grünland und Grünlandbrachen in Acker oder andere Nutzungsformen. Eine Erstaufforstung und eine Anlage von Weihnachtsbaumkulturen ist verboten. Eine maximal zweijährige Ackernutzung innerhalb von zwölf Jahren ist erlaubt, falls damit die Erneuerung der Grasnarbe vorbereitet wird. Dies gilt als erweiterter Pflegeumbruch. Beim erweiterten Pflegeumbruch muss ein Mindestabstand von fünf Metern vom Mittelwasserbett eingehalten werden.